# Lorca

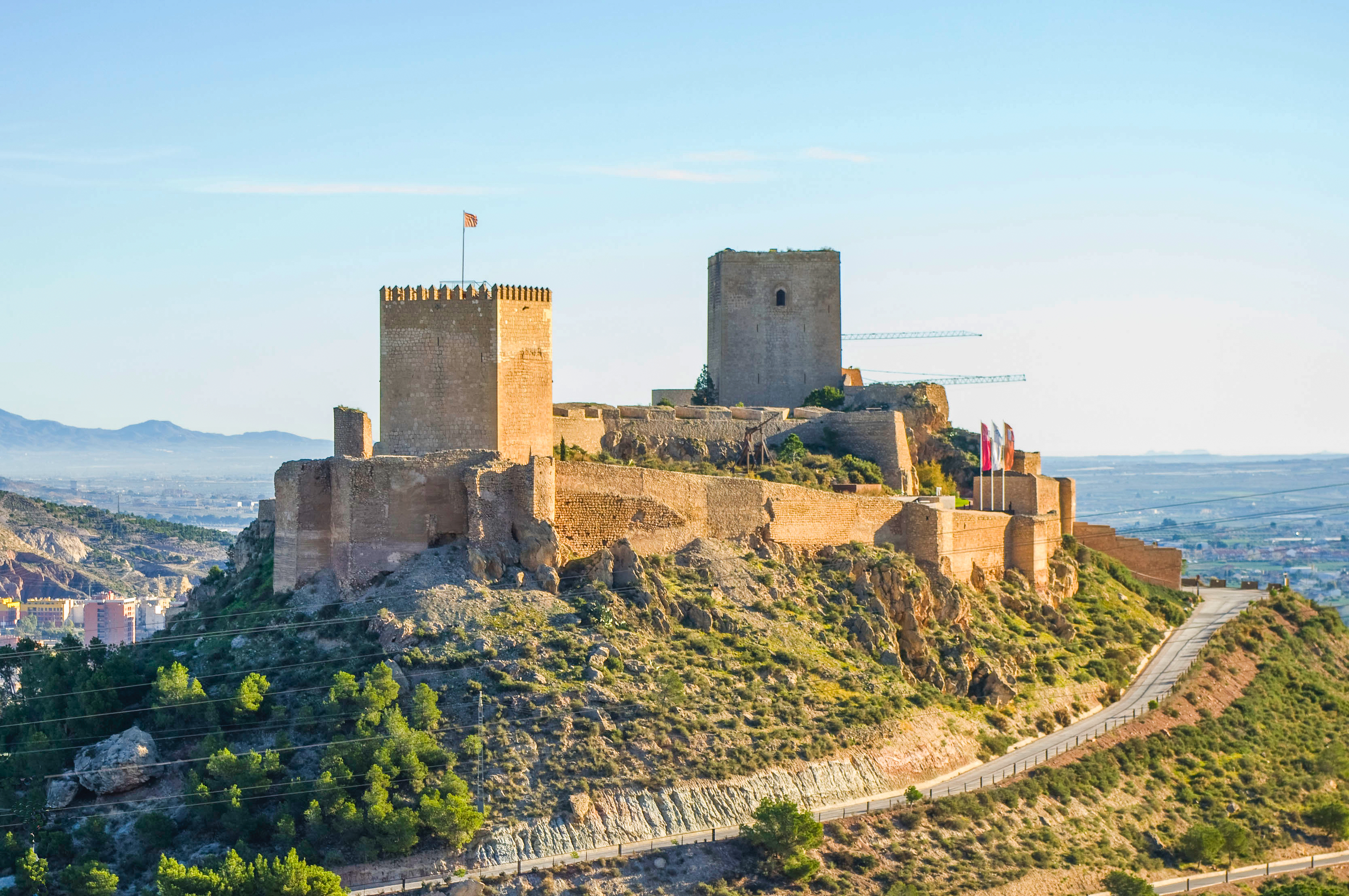
Castillo de Lorca

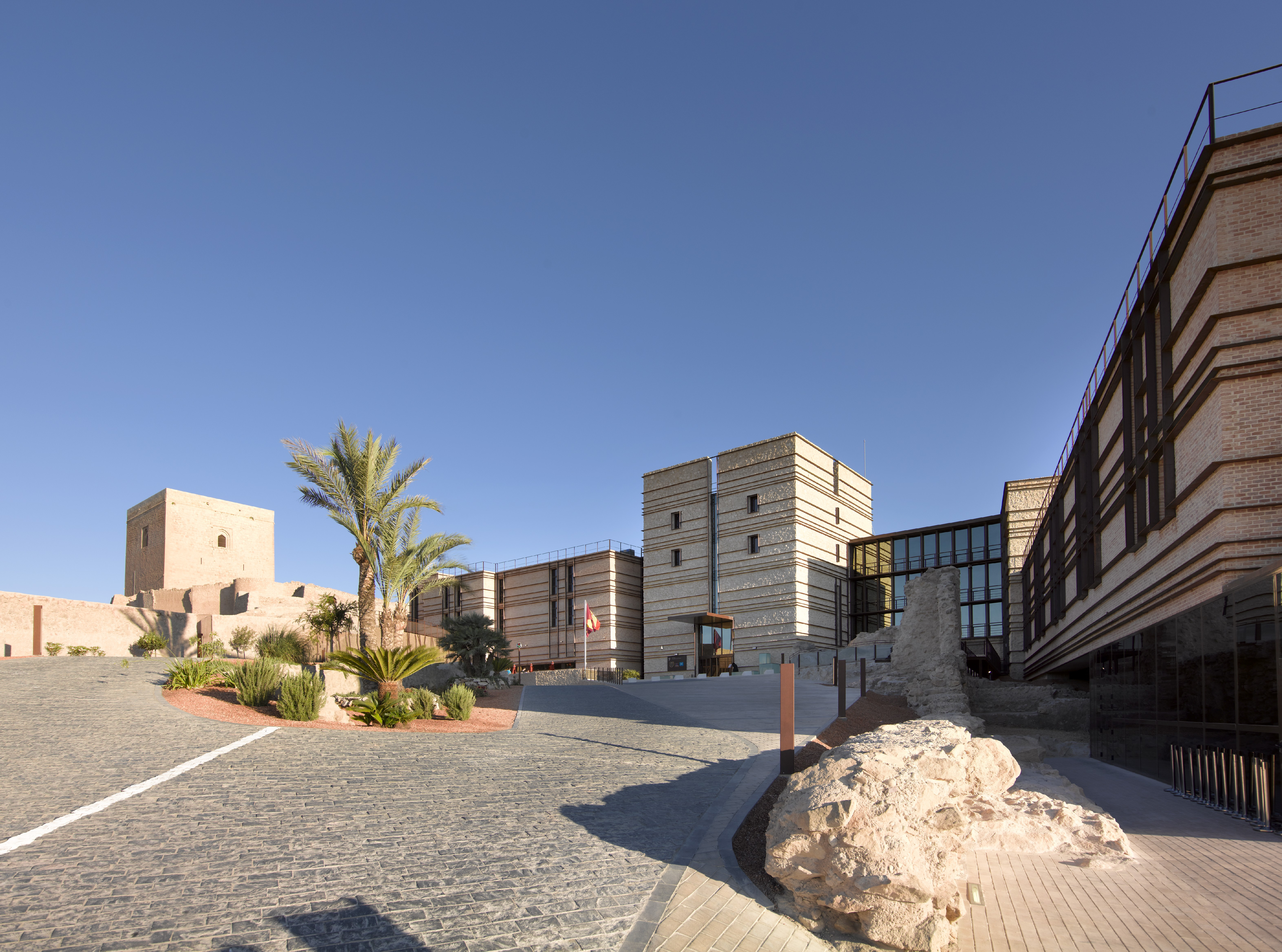
Parador von Lorca

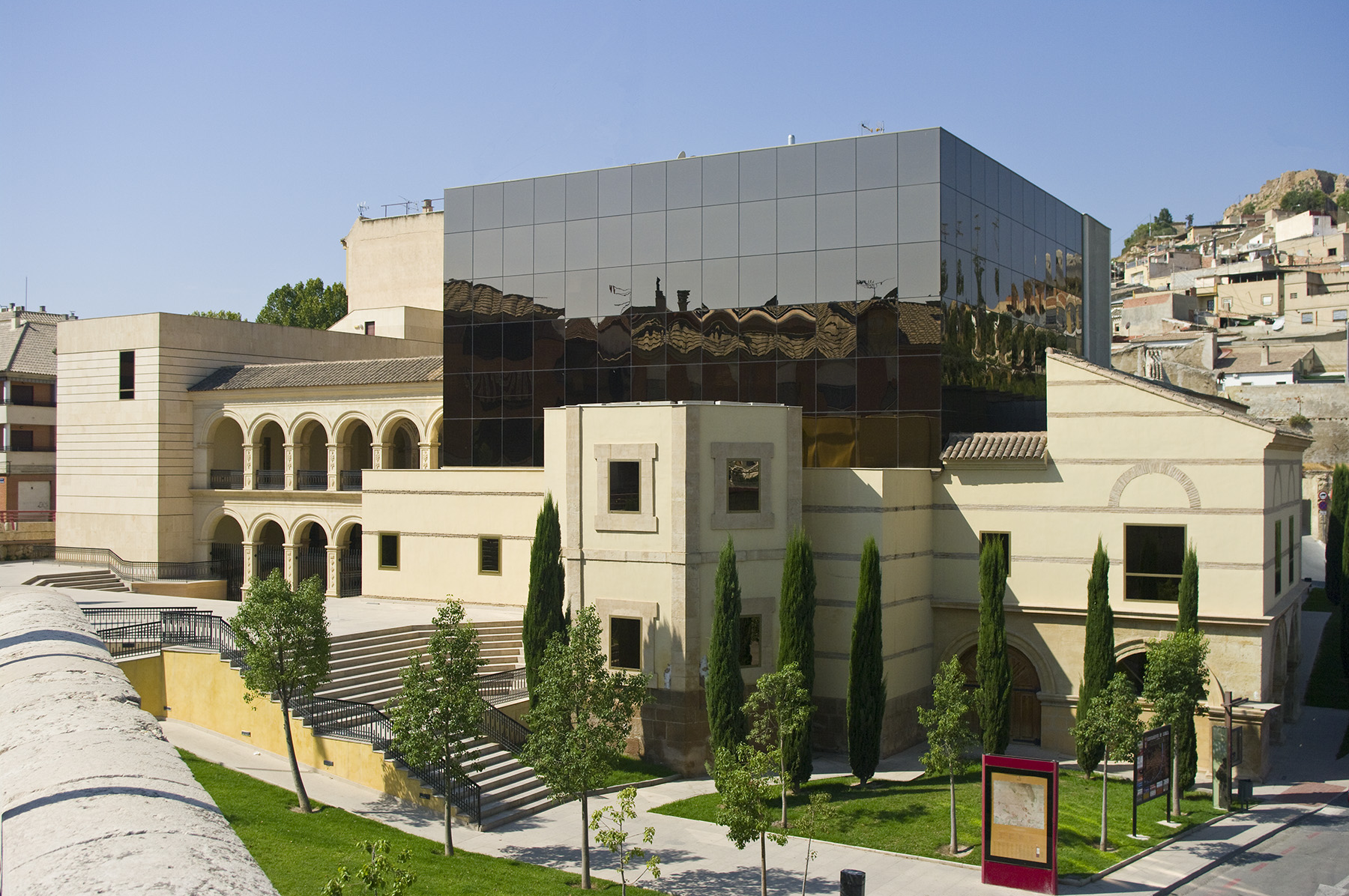
Ehemaliges Kloster der Mercedarier

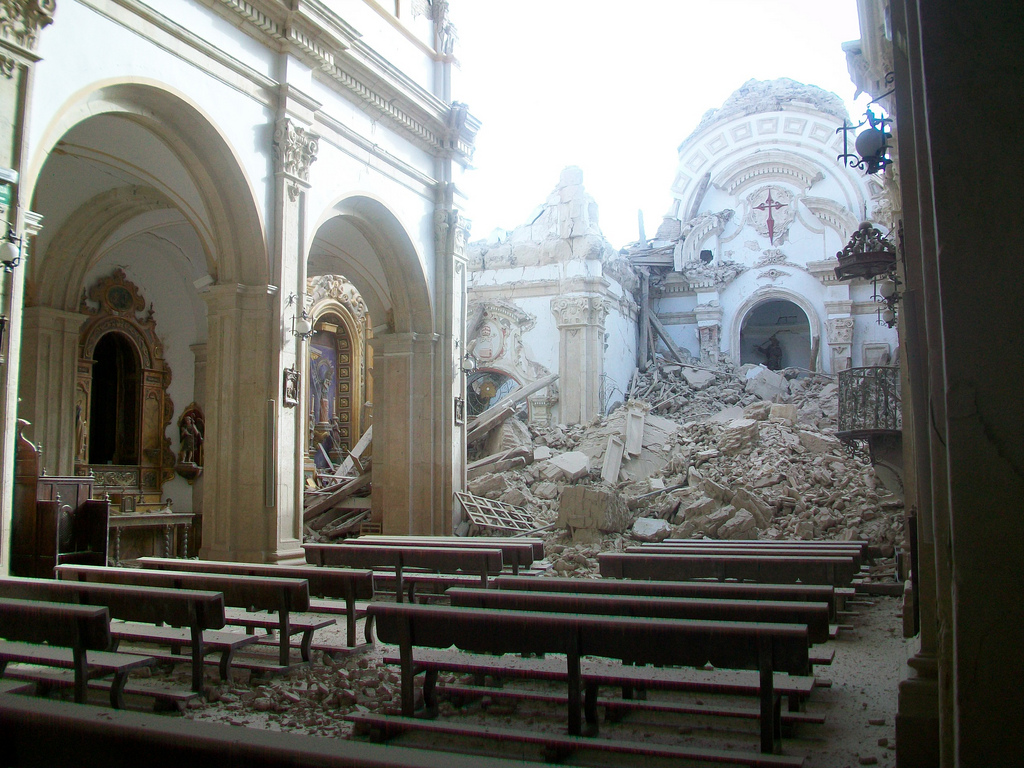
Beim Erdbeben (2011) zerstörte Iglesia de Santiago

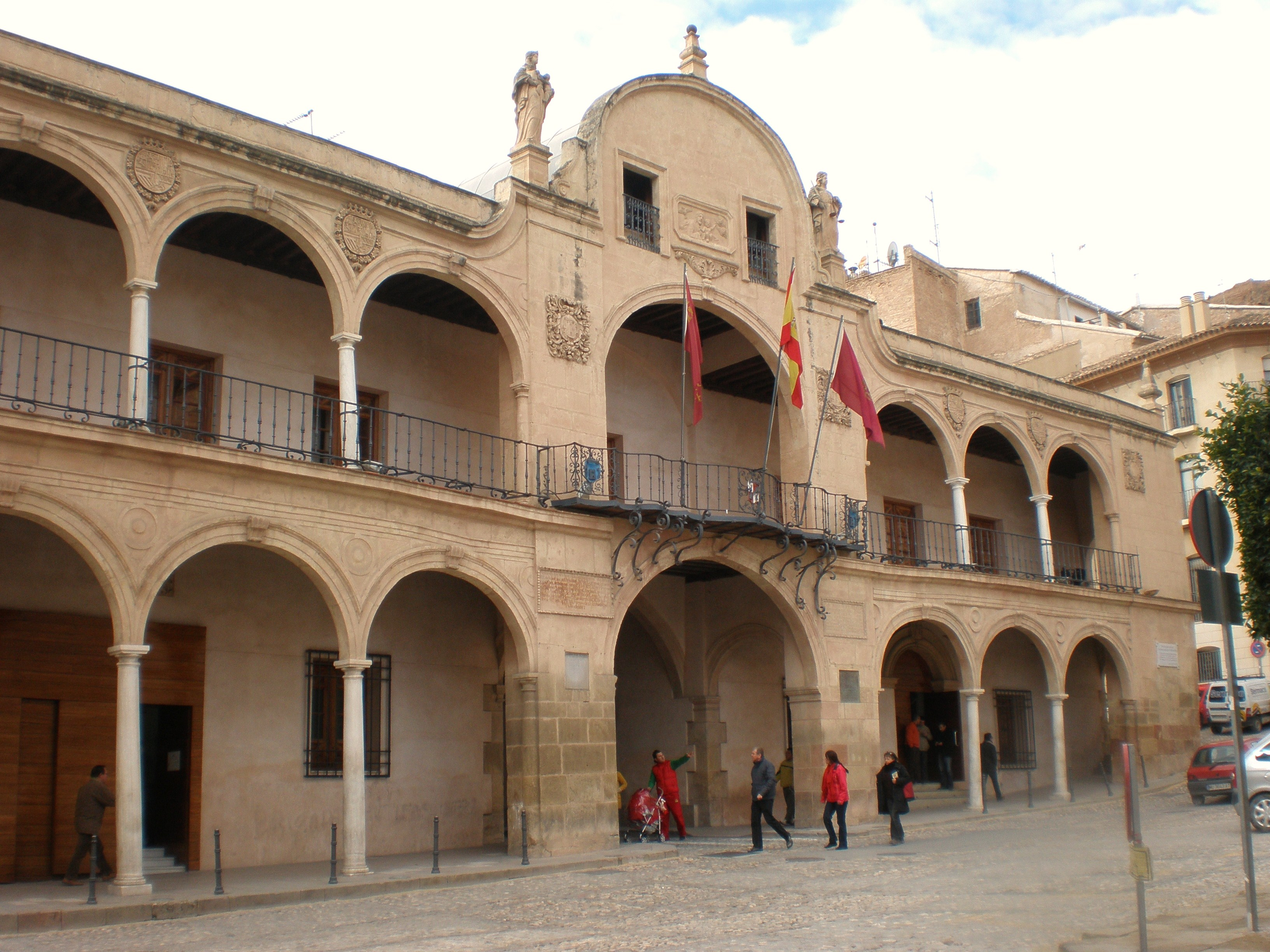
Rathaus (ayuntamiento)

Lorca ist eine südspanische Stadt und eine aus der Stadt sowie mehreren Dörfern und Weilern (pedanías) bestehende Gemeinde (municipio) mit 98.334 Einwohnern (Stand: 2024) in der Region Murcia. Das alte Ortszentrum ist als Conjunto histórico-artístico anerkannt. Im Jahr 2011 verwüstete ein starkes Erdbeben große Teile der Stadt, die Folgen sind zum Teil heute noch zu sehen. 

## Lage
Die Stadt Lorca liegt auf einer ca. 340 m hohen Anhöhe am Río Guadalentín zwischen Murcia (ca. 70 km Fahrtstrecke nordöstlich) und Almería (ca. 115 km südwestlich). Bis zu den – teilweise zur Gemeinde gehörenden – 
Stränden an der Mittelmeerküste sind es rund 30 bis 40 km. Das Klima im Winter ist gemäßigt, im Sommer dagegen warm bis heiß; die geringen Niederschlagsmengen (ca. 310 mm/Jahr) fallen – mit Ausnahme der nahezu regenlosen Sommermonate – verteilt übers ganze Jahr.

## Bevölkerungsentwicklung
| Jahr      | 1857   | 1900   | 1950   | 2000   | 2021   |
| Einwohner | 47.918 | 69.836 | 70.998 | 72.000 | 96.238 |

Die kontinuierliche Bevölkerungsanstieg ist im Wesentlichen auf die anhaltende Zuwanderung aus den ländlichen Gemeinden in der Umgebung zurückzuführen.

## Wirtschaft
Lorca ist seit altersher der Mittelpunkt eines großen Anbaugebietes für Gerste und Weizen sowie für Mandeln und Oliven. Auch die intensive Schweine- und Rinderzucht spielen schon lange eine wichtige Rolle. Seit der zweiten Hälfte des 20. Jahrhunderts ist der innerspanische Tourismus hinzugekommen.

## Geschichte
In prähistorischer Zeit war die Gegend Siedlungsgebiet von Iberern der bronzezeitlichen El-Argar-Kultur. In römischer Zeit trug die Siedlung den Namen Eliocroca; sie kam dann unter westgotische Herrschaft, gehörte nach dem Maurensturm bis 756 zum Reich Todmir und kam dann unter die Herrschaft der Araber, die die Stadt Lurka nannten. Die heutige Altstadt mit ihren verwinkelten Gassen stammt in weiten Teilen aus der Maurenzeit. Im Rahmen der christlichen Rückeroberung (reconquista) stießen die Kastilier unter Alfons IX. (reg. 1188–1230) nach Murcia vor und eroberten dabei im Jahr 1224 auch Lorca. Der Ort blieb aber wegen seiner Grenzlage zum Sultanat Granada noch lange umkämpft, wovon unter anderem der nach Alfons X. benannte torre alfonsina als bedeutende Wehranlage der Stadt bis heute Zeugnis ablegt.
Im 18. Jahrhundert entstanden eine Reihe barocker Kirchen in der Stadt, deren Neubauviertel mit ihrer quadratischen Anlage einen Gegensatz zur engen Altstadt bilden. Im April 1802 kam es zu einem Dammbruch an der von 1775–1785 angelegten Talsperre von Puentes, der das Stadtviertel Barrio de San Cristobal verwüstete; über 600 Menschen kamen ums Leben. Einige Jahre später rückten napoleonische Truppen ein, die 1812 wieder vertrieben werden konnten. Die Industrialisierung brachte den Anschluss an die Eisenbahn, ohne den Kleinstadtcharakter von Lorca wesentlich zu verändern.
Am 11. Mai 2011 ereigneten sich im Süden Spaniens mehrere Erdbeben der Stärke 5,1 und 4,5, bei denen Lorca stark betroffen war (siehe Lorca-Erdbeben 2011). Es starben dabei mindestens neun Personen. Ursache war die Entnahme von Grundwasser.

## Sehenswürdigkeiten
Lorca verfügt über zahlreiche Sehenswürdigkeiten:
- Wichtigste Sehenswürdigkeit ist die mittelalterliche Festung, die einen Archäologiepark beherbergt.
- Bei archäologischen Grabungen wurden nahe der Festung Überreste einer Synagoge und des alten Ghettos gefunden.
- Auf dem Gelände wurde auch ein staatliches Hotel (Parador nacional) errichtet, das 2013 durch die spanische Königin eingeweiht wurde und sich harmonisch in das Gesamtbild einfügt.
- Bedeutendster Kirchenbau der Stadt ist die ehemalige Kollegiatkirche San Patrizio. Von den übrigen Kirchen sind vor allem die Kirchen Santa Maria, San Juan, San Pedro, San Mateo und die Iglesia del Carmen zu nennen.
- Sehenswert sind auch die ehemaligen Klöster und Konvente San Clemente, San Francisco und Santo Domingo, dessen doppelgeschossiger Kreuzgang bereits im 17. Jahrhundert in Teilen zerstört wurde.
- Der ehemalige Konvent des Mercedarierordens wurde zu einem Hotel umgebaut.
- Die Fassade des ehemaligen Getreidespeichers (pósito) der Stadt zeigt drei steinerne Wappenschilde.
- Unter den Adelspalästen ragen der Palacio de Guevara und der Palacio Huerto Ruano hervor.
- Das Rathaus (ayuntamiento) entstand im 18. Jahrhundert.

Umgebung
- Außerhalb der Stadt befindet sich der im 17. Jahrhundert erbaute Acueducto de los Diecisiete Arcos.

## Regelmäßige Veranstaltungen
- Semana Santa: Lorca ist ein Zentrum der 'Semana Santa', einer religiösen Prozession, die seit dem 19. Jh. alljährlich in der Karwoche begangen wird und die typisch für die Region ist. In Lorca sind dabei Teilnehmer zu beobachten, die als Kleopatra, Nero, der Teufel oder biblische Figuren verkleidet auftreten.
- Lorca Rock Festival:  In Lorca findet auch alljährlich das 'Lorca Rock Festival' statt, bei dem unter anderem schon Marilyn Manson aufgetreten ist.

## Persönlichkeiten
- Josua ben Josef Lorki († um 1419), jüdischer zum Christentum konvertierter Arzt
- Rafael Maroto (1783–1853), General im Unabhängigkeitskrieg und in den Karlistenkriegen
- Antonio Cano-Curriela (1811–1897), Arzt, Gitarrist, Komponist und Herausgeber
- Bartolomé Pérez Casas (1873–1956), Komponist, Dirigent und Musikpädagoge
- Eliodoro Puche (1885–1964), Schriftsteller
- Joaquín Arderíus (1885–1969), Schriftsteller
- Narciso Yepes (1927–1997), Gitarrist
- Ginés Ramón García Beltrán (* 1961), katholischer Geistlicher, Bischof von Getafe
- Teresa Vicente (* 1962), Rechtsphilosophin und Umweltaktivistin
- José Luis Munuera (* 1972), Comiczeichner
- Úrsula Ruiz (* 1983), Kugelstoßerin
- José María Sánchez Martínez (* 1983), Fußballschiedsrichter
- Sergio Mantecón Gutiérrez (* 1984), Mountainbike- und Straßenradrennfahrer